# Adalaj
Adalaj est un village du district de Gandhinagar dans l'État du Gujarat en Inde.